# Девід Данлап (веслувальник)
Девід Данлап (англ. David Dunlap, 19 листопада 1910 — 16 грудня 1994) — американський академічний веслувальник.
Олімпійський чемпіон 1932 року в складі вісімки.